# Rose Francine Rogombé
Rose Francine Rogombé, född 20 september 1942 i Lambaréné i Gabon, död 10 april 2015 i Paris i Frankrike, var en gabonesisk politiker som var Gabons interimspresident mellan 10 juni och 16 oktober 2009 efter att företrädaren Omar Bongo avlidit i juni det året. 
Hon studerade till advokat i Frankrike. Efter att ha återvänt till Gabon arbetade hon i förvaltningen och blev medlem i Gabons demokratiska parti. I april 2008 valdes hon till borgmästare i staden Lambaréné och i januari 2009 till att representera Lambaréné i senaten, som hon också blev president över. Genom Omar Bongos död blev hon automatiskt president i landet.